# Округ Дор (Висконсин)
Дор (енгл. Door County) је округ у америчкој савезној држави Висконсин.

## Демографија
По попису из 2010. године број становника је 27.785, што је 176 (-0,6%) становника мање него 2000. године.
| Група             | 2000.          | 2010.          |
| Белци             | 27.228 (97,4%) | 26.483 (95,3%) |
| Афроамериканци    | 53 (0,2%)      | 144 (0,5%)     |
| Азијати           | 81 (0,3%)      | 112 (0,4%)     |
| Хиспаноамериканци | 267 (1,0%)     | 671 (2,4%)     |
| Укупно            | 27.961         | 27.785         |

## Клима
| Ј                                     | Ф         | М       | А        | М       | Ј       | Ј        | А        | С        | О        | Н      | Д     |
| 57 −6 −8                              | 54 −8 −15 | 60 1 −4 | 129 9 −2 | 93 13 3 | 85 18 9 | 97 21 12 | 78 20 15 | 87 19 12 | 129 11 3 | 85 7 1 | 65 −2 |
| Просечне макс. и мин. температуре у ° |           |         |          |         |         |          |          |          |          |        |       |
| Укупне падавине у                     |           |         |          |         |         |          |          |          |          |        |       |
| Извор:                                |           |         |          |         |         |          |          |          |          |        |       |

| Империјална конверзија                | Империјална конверзија | Империјална конверзија | Империјална конверзија | Империјална конверзија | Империјална конверзија | Империјална конверзија | Империјална конверзија | Империјална конверзија | Империјална конверзија | Империјална конверзија | Империјална конверзија |
| ------------------------------------- | ---------------------- | ---------------------- | ---------------------- | ---------------------- | ---------------------- | ---------------------- | ---------------------- | ---------------------- | ---------------------- | ---------------------- | ---------------------- |
| Ј                                     | Ф                      | М                      | А                      | М                      | Ј                      | Ј                      | А                      | С                      | О                      | Н                      | Д                      |
| 2,2 21 18                             | 2,1 18 5               | 2,4 34 25              | 5,1 48 28              | 3,7 55 37              | 3,3 64 48              | 3,8 70 54              | 3,1 68 59              | 3,4 66 54              | 5,1 52 37              | 3,3 45 34              | 2,6 28                 |
| Просечне макс. и мин. температуре у ° |                        |                        |                        |                        |                        |                        |                        |                        |                        |                        |                        |
| Укупне падавине у инчима              |                        |                        |                        |                        |                        |                        |                        |                        |                        |                        |                        |

| Ј                                     | Ф         | М       | А        | М       | Ј       | Ј        | А        | С        | О        | Н      | Д     |
| 57 −6 −8                              | 54 −8 −15 | 60 1 −4 | 129 9 −2 | 93 13 3 | 85 18 9 | 97 21 12 | 78 20 15 | 87 19 12 | 129 11 3 | 85 7 1 | 65 −2 |
| Просечне макс. и мин. температуре у ° |           |         |          |         |         |          |          |          |          |        |       |
| Укупне падавине у                     |           |         |          |         |         |          |          |          |          |        |       |
| Извор:                                |           |         |          |         |         |          |          |          |          |        |       |

| Империјална конверзија                | Империјална конверзија | Империјална конверзија | Империјална конверзија | Империјална конверзија | Империјална конверзија | Империјална конверзија | Империјална конверзија | Империјална конверзија | Империјална конверзија | Империјална конверзија | Империјална конверзија |
| ------------------------------------- | ---------------------- | ---------------------- | ---------------------- | ---------------------- | ---------------------- | ---------------------- | ---------------------- | ---------------------- | ---------------------- | ---------------------- | ---------------------- |
| Ј                                     | Ф                      | М                      | А                      | М                      | Ј                      | Ј                      | А                      | С                      | О                      | Н                      | Д                      |
| 2,2 21 18                             | 2,1 18 5               | 2,4 34 25              | 5,1 48 28              | 3,7 55 37              | 3,3 64 48              | 3,8 70 54              | 3,1 68 59              | 3,4 66 54              | 5,1 52 37              | 3,3 45 34              | 2,6 28                 |
| Просечне макс. и мин. температуре у ° |                        |                        |                        |                        |                        |                        |                        |                        |                        |                        |                        |
| Укупне падавине у инчима              |                        |                        |                        |                        |                        |                        |                        |                        |                        |                        |                        |

## Фотографија астронаута
| Фотографија астронаута из округа Доор |  |  |  |
|                                       |  |  |  |